# Chickney
Chickney es un pueblo y una parroquia civil cerca de Broxted y al suroeste de Thaxted en Uttlesford, Essex, Inglaterra. En 2001, la población de la parroquia civil de Chickney era de 38. Chickney tiene una iglesia llamada Santa María, La estación de tren de Sibleys en la parroquia cerró en 1953. Chickney fue registrado en el Domesday Book como Cicchenai.